# Luidia asthenosoma
Luidia asthenosoma är en sjöstjärneart som beskrevs av Fisher 1906. Luidia asthenosoma ingår i släktet Luidia och familjen sprödsjöstjärnor. Inga underarter finns listade i Catalogue of Life.